# Pantoporia assa
Pantoporia assa är en fjärilsart som beskrevs av Nicéville 1893. Pantoporia assa ingår i släktet Pantoporia och familjen praktfjärilar. Inga underarter finns listade i Catalogue of Life.